# Tennessee
 For alternative betydninger, se Tennessee (flertydig). (Se også artikler, som begynder med Tennessee)
Tennessee er en amerikansk delstat. Delstatens hovedstad er Nashville, mens Memphis er den største by. Delstaten  har omkring 6.910.840(2020) indbyggere.
Tennessee blev optaget som USA's 16. delstat den 1. juni 1796.

## Historie
Området, som nu er kendt som Tennessee, blev bosat af indianere for mere end 11.000 år siden. Da spanske opdagelsesrejsende første gang besøgte området, anført af Hernando de Soto i 1539–43, var området beboet af folk fra creek- og yuchi-stammerne. Muligvis på grund af sygdomme, som ramte den oprindelige befolkning og europæiske bosættelser i nord, bevægede cherokee-stammen sig sydover fra området, som i dag er Virginia. I takt med, at europæiske kolonister spredte sig i området, blev de oprindelige indbyggere fordrevet mod syd og vest, inklusive stammerne chickasaw og choctaw.
Otte amter i det vestlige North Carolina rev sig i slutningen af 1780'erne løs og dannede udbryderstaten State of Franklin. Anstrengelser for at blive en del af USA mislykkedes, og amterne blev igen en del af North Carolina i 1790, hvorefter North Carolina overdrog amterne til den føderale regering. Området omdannedes herefter til Southwest Territory. Tennessee blev som den 16. delstat en del af USA i 1796.
Under Martin Van Burens præsidentperiode blev næsten 17.000 cherokee-indianere i 1838-39 tvunget til at forlade deres hjemegn i det østlige Tennessee til fordel for indianerterritorier vest for Arkansas. Det anslås, at ca. 4.000 mennesker døde på deres vej vestover. Ruten kaldes Trail of Tears.

### Borgerkrigen
Mange større slag under den amerikanske borgerkrig fandt sted i Tennessee, de fleste af dem med Unionen som sejrherre. Det var den sidste delstat, som forlod Unionen og tiltrådte Amerikas Konfødererede Stater den 8. juni 1861. Ulysses S. Grant og United States Navy overtog kontrollen over floderne Cumberland og Tennessee i februar 1862. Memphis faldt til Unionen i juni efter Slaget om Memphis i Mississippifloden. Indtagelsen af Memphis og Nashville gav Unionen kontrollen over de vestlige og mellemste dele af staten.
De konfødererede holdt den østlige del af Tennessee og belejrede Chattanooga i det tidlige efterår 1863, men blev drevet bort af Grant i november. Mange af de konfødereredes nederlag var muligvis et resultat af manglende strategiske visioner hos Braxton Bragg, som førte Army of Tennessee fra Slaget ved Perryville til de konfødereredes nederlag ved Chattanooga.  
De sidste større slag fandt sted, da de konfødererede tropper invaderede det mellemste Tennessee i november 1864, led nederlag ved Slaget ved Franklin og blev helt ødelagt af George Thomas ved Slaget ved Nashville i december.  I 1862 blev Andrew Johnson, en civilist, udnævnt som lokal militærguvernør af USA's præsident Abraham Lincoln. Han blev senere Lincolns vicepræsident, og efter dennes død USA's præsident.

### Minedrift og arbejdskonflikter
I anden halvdel af 1800-tallet blev der udvundet kul fra Appalacherne i bl.a. Tennessee. Arbejdsforholdene førte til flere voldsomme arbejdskonflikter. I 1891 udbrød den såkaldte Coal Creek-krig, hvor minearbejdere kom i væbnet konflikt med minernes ansatte vagter og lokale militser. "Krigen" resulterede i flere dusin døde på begge sider, mens mere end 500 minearbejdere blev arresteret.

### Tennessee Valley Authority
Under Depressionen førte behovet for at skabe flere arbejdspladser, ønsket om elektrificering af landområderne og nødvendigheden af at styre de årlige forårsoversvømmelser og øge skibskapaciteten på Tennesseefloden til, at man fra føderal side grundlagde Tennessee Valley Authority i 1933, hvilket førte til opførelsen af en lang række vandkraftværker i området.

## Politik
Tennessees guvernør sidder i fireårige perioder og kan maksimalt sidde gennem 2 perioder, den nuværende guvernør er Bill Lee. Tennessees parlament består af Senatet med 33 medlemmer og af Repræsentanternes Hus, som har 99 medlemmer. Senatorerne vælges for fire år ad gangen og medlemmerne af Repræsentanternes Hus for 2 år.
Politikken i Tennessee domineres som i de fleste delstater i USA af det Demokratiske Parti og af Republikanerne. Som næsten alle Sydstaterne tenderer Tennessee mod politisk konservatisme og hælder i øjeblikket mod Republikanerne.  Selv om Republikanerne har magten i lige over halvdelen af staten, nyder Demokraterne stærk støtte i byerne Memphis og Nashville samt i dele af det centrale og vestlige Tennessee. Republikanerne har historisk set stået stærkest i den østlige del af delstaten, hvor en Demokrat ikke er blevet valgt til USA's Kongres siden 1960'erne.
Ved præsidentvalget i 2000 støttede flertallet af vælgerne i Tennessee republikaneren George W. Bush frem for Al Gore, som tidligere var senator fra Tennessee. Støtten til Bush steg i 2004, hvor Bushs flertal udgjorde en 14 % margin over Demokraten John Kerry.
Tennessee har ni pladser i Repræsentanternes Hus hvoraf 7 er Republikanere og 2 er demokrater. Delstatens to senatorer er republikanere.

## Geografi
Tennessee grænser mod otte andre delstater: Kentucky og Virginia mod nord, North Carolina mod øst, Georgia, Alabama og Mississippi mod syd samt Arkansas og Missouri ved Mississippi-floden mod vest, og dermed er Tennessee sammen med Missouri den delstat, der grænser til fleste andre delstater.
Staten gennemskæres delvis af Tennesseefloden. Det højeste punkt i delstaten er Clingmans Dome, der ligger ved Tennessees østlige grænse, og som er 2.025 m høj og dermed vandreruten Appalachian Trails højeste punkt. Det laveste punkt findes ved Mississippifloden ved grænsen mod Mississippi. Delstatens geografiske centrum er beliggende i Murfreesboro.
Området Blue Ridge Mountains ligger i den østlige del af Tennessee mod grænsen til North Carolina. Denne region er kendetegnet ved høje bjerge, inkl. Great Smoky Mountains, Chilhowee Mountains, Unicoi Range og Iron Mountains. Den gennemsnitlige højde i Blue Ridge-området er 1.500 m.o.h. Vest for Blue Ridge dannes Tennesseefloden i Tennessee Valley. Dette område af Tennessee er dækket af frugtbare dale, adskilt af skovklædte bakker. I den vestlige del af dalen ligger Knoxville og Chattanooga.
I den centrale del af delstaten ligger Cumberland Plateau, som dækkes af flade bjerge og skarpe dale i en højde mellem 450 til 550 m.o.h. Området er kendt for sin store tobaksproduktion og har frugtbare landbrugsjorder og en stor faunadiversitet. Det centrale Tennessee var et almindeligt mål for bosættere, som krydsede Appalacherne i slutningen af 1700-tallet og begyndelsen af 1800-tallet. Den vigtige handelsrute, Natchez Trace, først benyttet af de oprindelige amerikanere, forbandt det mellemste Tennessee med byen Natchez i delstaten Mississippi. 
Mod vest ligger Gulf Coastal Plain, som arealmæssigt er den dominerende region i Tennessee. Området er en del af det store geografiske område, der begynder ved den Mexicanske Golf og som strækker sig helt ind i det sydlige Illinois. Meget af den vestlige del af delstaten forblev indiansk område, indtil chichasaw overdrog området mellem floderne Tennessee og Mississippi.
Der er én nationalpark i Tennessee:
- Great Smoky Mountains National Park

### Klima
Det meste af delstaten har et fugtigt, subtropisk klima med undtagelse af bjergene, som har et fugtigt fastlandsklima. Den Mexicanske Golf har stor betydning for Tennessees klima, og vindene fra Golfen medbringer det meste af nedbøren. Gennemsnitligt falder der 130 cm nedbør om året. Snefaldet varierer fra 13 cm i det vestlige Tennessee til 41 cm i bjergene i den østlige del.
Somrene er generelt hede, og gennemsnitstemperaturen for hele delstaten er 32 °C i sommermånederne. Vintrene er milde eller kølige, men koldere i de højereliggende områder mod øst. Væk fra bjergene er de laveste temperaturer om natten generelt nær frysepunktet.
Selv om delstaten ligger langt nok fra en kystlinje til at undgå at blive ramt direkte af en orkan, gør beliggenheden, at Tennessee kan rammes af resterne af tropiske cykloner, som svækkes over land, men som giver betydelige regnmængder. Delstaten har gennemsnitligt 50 dage om året med tordenvejr, af hvilke nogle kan være temmelig kraftige. Tornadoer kan ramme hele Tennessee, lidt mere sandsynligt i den vestlige del. Gennemsnitligt har delstaten 15 tornadoer om året. Tornadoer kan være alvorlige i Tennessee, og delstaten har procentvis det højeste antal af tornadoer i USA, som medfører dødsfald. Vinterstorme giver problemer af og til, og tåge er et vedvarende problem i dele af delstaten, især i Smoky Mountains.

### Større byer
Tennessees hovedstad er Nashville, selv om også Knoxville, Kingston og Murfreesboro alle tidligere har været hovedstad. Memphis er den største by, men siden 1990 har Nashvilles metropolområde været det største. Chattanooga og Knoxville – begge beliggende i den østlige ende af delstaten – har hver cirka en tredjedel af Memphis' og Nashvilles indbyggertal. Clarksville, ca. 70 km nordvest for Nashville, er den femtestørste by.

## Økonomi
Ifølge U.S. Bureau of Economic Analysis var Tennessees bruttodelstatsprodukt i 2005 226,5 mia. USD, det attendestørste i USA. I 2004 var den gennemsnitlige husstandsindkomst 28.641, nr. 26 i USA og under gennemsnittet i USA.
Vigtige produkter omfatter tekstiler, bomuld, kvæg og elektricitet. Tennessee har over 82.000 gårde, og kvæg findes på 59% af dem.  Selv om bomuld var en tidlig afgrøde i Tennessee, begyndte en større produktion ikke før 1820'erne i forbindelse med åbningen af landområdet mellem floderne Tennessee og Mississippi. Den øvre del af Mississippi-deltaet fortsætter ind i Tennessee, og det var i dette frugtbare område, at bomulden blev udbredt. Nu til dags er det vestlige Tennessee også tæt beplantet med sojabønner, især i den nordvestlige del af staten.

## Demografi
Ifølge U.S. Census Bureau havde Tennessee i 2006 et anslået befolkningstal på 6.038.803, hvilket var en stigning på 349.541 eller 6,1 % i forhold til 2000. De største etniske tilhørsforhold var i 2000: Amerikanere (17,3 %), afro-amerikanere (16,4 %, irsk-amerikanere (9,3 %), engelsk-amerikanere (9,1 %) og tysk-amerikanere (9,1 %).
Delstatens afro-amerikanske befolkning er primært koncentreret i de vestlige og centrale landområder samt i Memphis, Nashville, Clarksville, Chattanooga og Knoxville. Memphis har den største andel af afro-amerikanere blandt alle USA's metropolområder.

### Religion
De religiøse tilhørsforhold blandt indbyggerne i Tennessee er: 
- Kristne – 82 %
  - Baptister – 39 %
  - Metodister – 10 %
  - Church of Christ – 6 %
  - Presbyterianere – 3 %
  - Church of God – 2 %
  - Lutheranere – 2 %
  - Pinsekirken – 2 %
  - Katolikker – 6 %
  - Andre kristne – 12 %
- Andre religioner – 3 %
- Ikke-religiøse – 9 %

Delstatens små katolske og jødiske menigheder findes især i Memphis, Nashville og Knoxville.

## Kultur
Nashville er kendt som countrymusikkens mekka (Keith Urban, Johnny Cash m.fl.), men også Memphis har et rigt musikliv indenfor blues og soul. Rockkongen Elvis Presley boede på ejendommen Graceland i Memphis og har således bidraget til Memphis berømmelse. Graceland er nu en stor publikumsattraktion, som folk fra hele verden valfarter til. Delstaten har som helhed været arnested for visse grene af disse musikgenrer.

## Ekstern henvisning
- Delstaten Tennessees officielle hjemmeside (engelsk)

36°N 86°V / 36°N 86°V